# Sathathorioenet

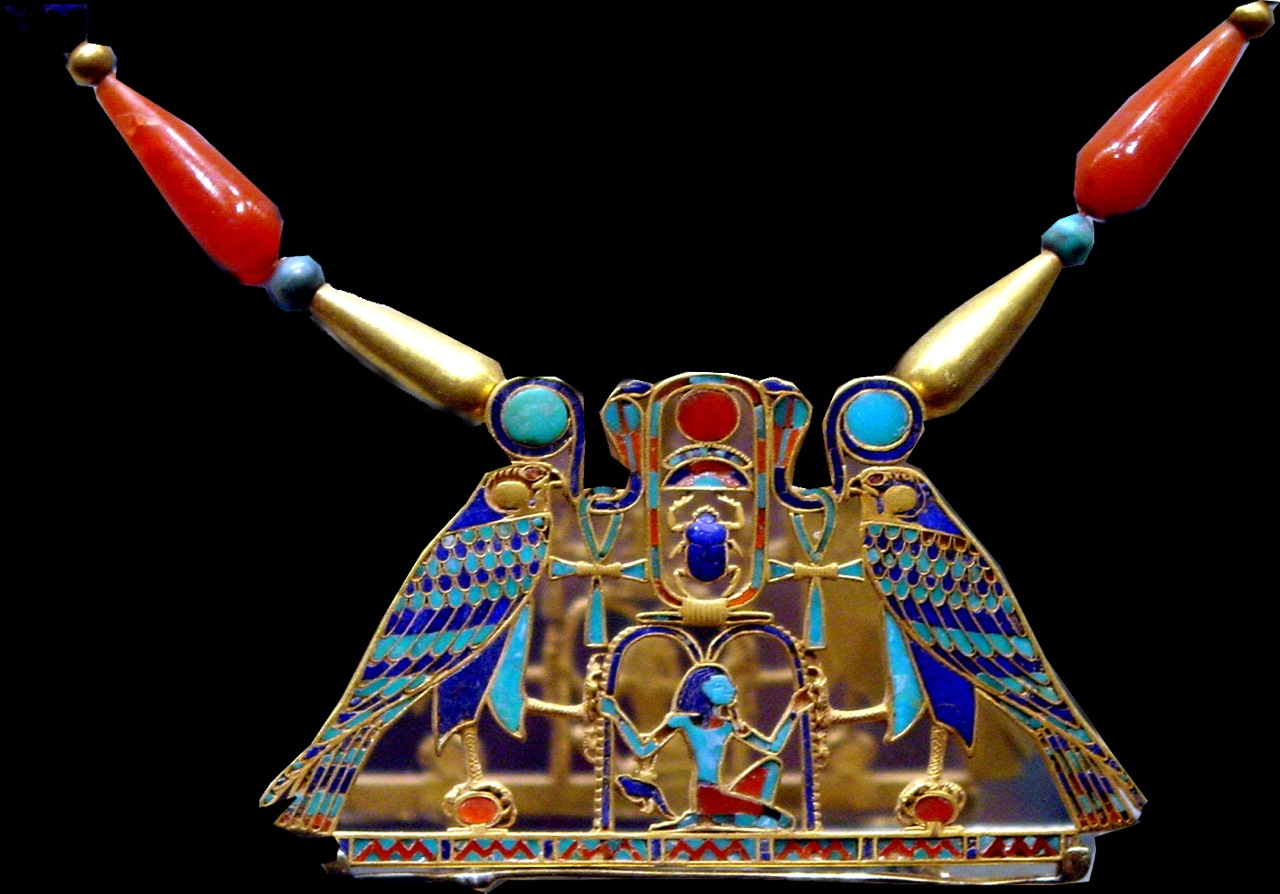
Pectoraal met "Senusret II" uit de tombe van Sathathoriunet

Sathathorioenet (Oudegyptisch S3t Ḥwt Ḥrw Sat Hat Hor betekent: Dochter van Hathor iunet van Dendera) wordt beschouwd als een oud-Egyptische prinses, en later mogelijk koningin, uit de 12e dynastie van Egypte, die leefde in het Middenrijk.
Aan haar naam te oordelen was haar moeder mogelijk een opperpriesteres van de cultus van de godin Hathor. Sathathorioenet is vooral bekend van een scarabee met inscriptie van haar naam die zich in een grafkamer naast die van Sesostris III (circa 1872 - 1852 v.Chr.) onder het piramidecomplex in Dasjoer bevindt. Men gaat er vaak van uit dat zij dan ook zijn dochter zou zijn geweest. Sathathorioenet werd hetzij nog onder zijn bewind of onder dat van zijn opvolger Amenemhet III begraven. Volgens anderen was zij mogelijk een dochter van Sesostris II. In dat geval zou zij een van de vijf bekende kinderen, en een van drie dochters van Sesostris II zijn geweest. De andere kinderen waren Senoeseret III, Senoeseretseneb, Itakait en Neferet. Zij droeg als titel Koninklijke vrouwe en mogelijk was Senoeseret III haar als gemaal toegewezen.

## Archeologische aanwijzingen
Ten noorden van de piramide van Senoeseret III in Dasjoer stonden vier kleinere, die aan koninklijke vrouwen konden worden toebedeeld. Deze piramiden zijn met een onderaardse gang verbonden. In het oosten sluit op dit gangensysteem een galerij aan. Langs één gang liggen er acht grafkamers, waarin desgevallend een sarcofaag en canopenkist staan. De sarcofagen werden echter alle geroofd, zodat het ook niet bekend is, wie daar begraven was. De eerste archeoloog die het complex uitgroef, Jacques Jean Marie de Morgan, kon in ieder geval nog twee overgebleven koffers vinden met daarin een uitgesproken rijke kwaliteitsverzameling aan juwelen. De vondsten werden aangeduid als "de eerste" en "de tweede schattenvondst". In de eerste, die van 7 maart 1894 dateert, vond men ook de scarabee terug met de naam Sathathor, wat mogelijk wijst op de eigenares van de schat. Bij die juwelen horen een pectoraal met de naam van Sesostris II, en een scarabee met de naam van Sesostris III. Bovendien werden talloze parels, armbanden, een rijk versierde gordel van gouden schelpjes, en stenen kruiken gevonden. De verzameling bevindt zich thans vrijwel volledig in het Egyptisch Museum.